# Marie Eugenie Delle Grazie

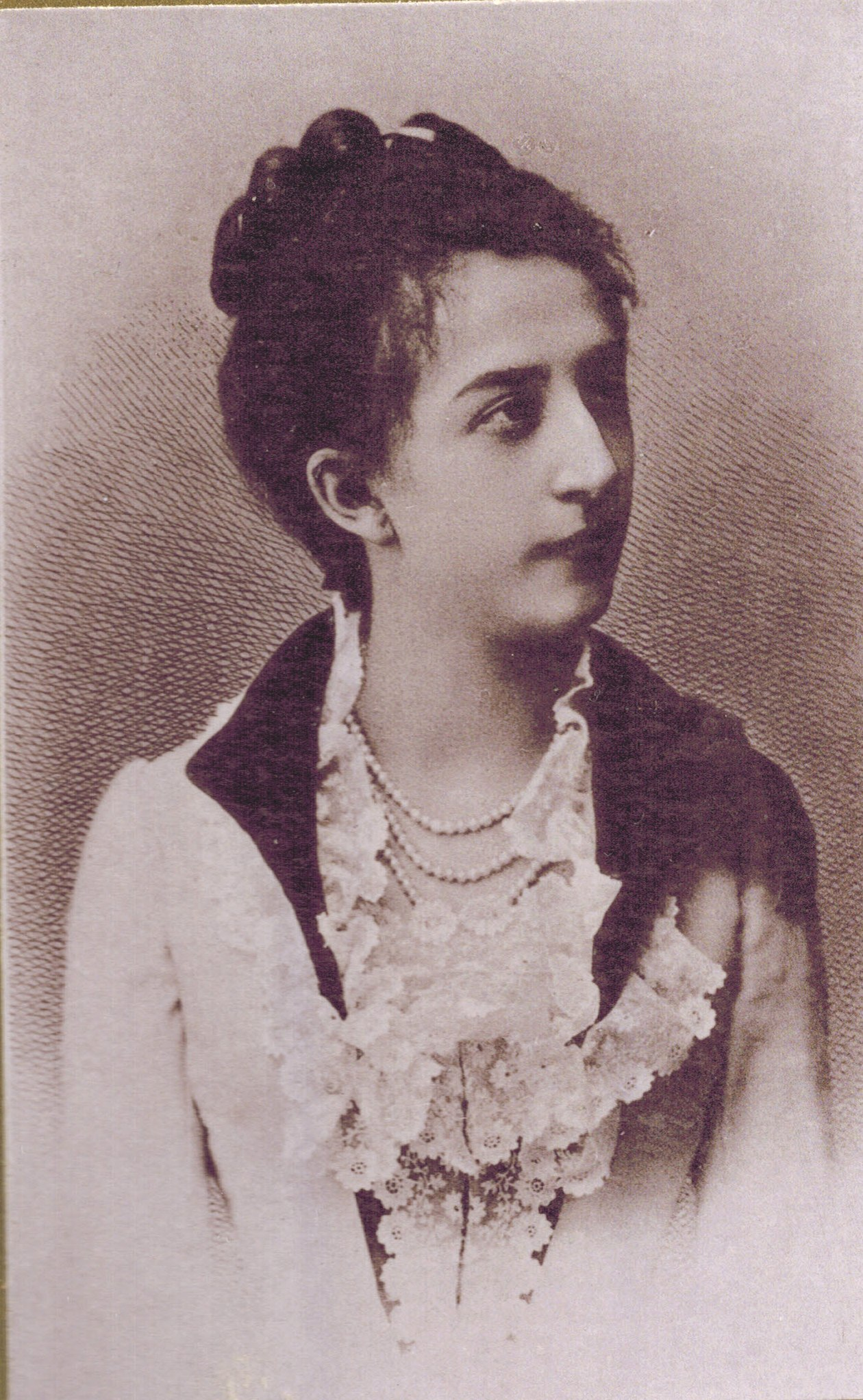
Marie Eugenie delle Grazie (vor 1889)

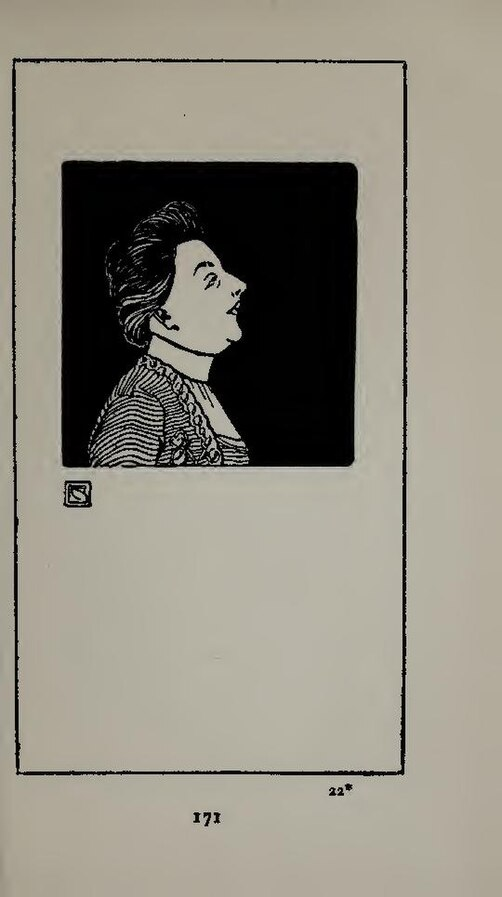
Bertha Czegka Marie Eugenie Delle Grazie 1902

Marie Eugenie Delle Grazie, auch Marie Eugenie delle Grazie (* 14. August 1864 in Weißkirchen, Kaisertum Österreich; † 19. Februar 1931 in Wien), war eine Schriftstellerin, Dramatikerin und Dichterin.

## Leben
Delle Grazie war die Tochter von Caesar delle Grazie (1817–1873) und dessen Frau Maria, geborene Melzer. Ihr Vater, Nachkomme eines venezianischen Geschlechts, war Oberinspektor der Ersten Donau-Dampfschiffahrts-Gesellschaft im Banat und anschließend Bergwerksdirektor in Drenkowa (heute: Drencova); ihre Mutter kam aus einer bürgerlichen Hamburger Familie. Sie wuchs im Banat im Dorf Bersaska auf. 1874, nach dem Tod des Vaters, zog ihre Mutter mit ihr und dem jüngeren Bruder nach Wien. Delle Grazie studierte dort nach ihrem Schulabschluss an der Lehrerinnenbildungsanstalt von St. Anna. Eine Krankheit hinderte sie dann an der Ausübung ihres Berufs, weshalb sie freie Schriftstellerin wurde. Seit ihrer frühesten Jugend schrieb sie bereits, und schon mit 19 Jahren wurde ihr 1883 ein Literaturstipendium der Schwestern-Fröhlich-Stiftung als Anerkennung ihres Werks Saul gewährt. Der Theologe und Ethiker Laurenz Müllner förderte und unterstützte sie. Im Winter 1886/1887 gewann sie auf einer Italienreise Anregungen zu ihrer später viel beachteten Vignettensammlung. Marie Eugenie delle Grazie starb 1931 im Alter von 66 Jahren unverheiratet in Wien. Sie fand ihre letzte Ruhe auf dem Wiener Friedhof Döbling auf der Hartäckerstraße.

## Werk
Gemeinsam mit Marie von Ebner-Eschenbach ist Marie Eugenie delle Grazie eine der prominentesten österreichischen Schriftstellerinnen um 1900. Sowohl ihr episches als auch ihr lyrisches Werk zeichnen sich durch Reife aus. Sie schrieb neben Populärliteratur auch gesellschaftskritische Werke, in denen sie für Freiheit und Menschenwürde eintrat. Sie war eine bedeutende Vertreterin des Realismus. Sie gehörte auch der Vereinigung Iduna an, die sich nach der nordischen Gottheit der Fruchtbarkeit nannte. Nach dem Tod ihres Mentors Müllner 1912 zog sie sich in die Steiermark zurück und wandte sich vom freigeistigen Denken ab und dem Katholizismus zu.
- Hermann. Deutsches Helden-Gedicht in 12 Gesängen (1883)
- Die Zigeunerin. Eine Erzählung aus dem ungarischen Haidelande (1885)
- Saul (Tragödie, 1885)
- Der Rebell. Bozi. (2 Erzählungen, 1893)
- Robespierre. Ein modernes Epos. (1894)
- Moralische Walpurgisnacht. Ein Satyrspiel vor der Tragödie. (1896)
- Schlagende Wetter (Drama 1899, eLib.at Volltext)
- Goldener (Drama 1901)
- Der Schatten (Drama 1901, eLib.at Volltext)
- Liebe (Erzählungen 1902, eLib.at Volltext)
- Schwäne am Land (Drama 1902)
- Zu spät (Einakterzyklus mit Vineta, Mutter, Donauwellen und Sphinx, 1902. 2. Auflage 1903)
- Narren der Liebe (Lustspiel 1904)
- Ver Sacrum (Drama 1906)
- Vom Wege. Geschichten und Märchen (2. Sammlung 1907)
- Traumwelt (Erzählungen, 1907)
- Heilige und Menschen (Roman, 1909)
- Vor dem Sturm. (Roman 1910)
- Gottesgericht und andere Erzählungen (1912)
- Wunder der Seele (Erzählungen, 1912)
- Zwei Witwen (Novelle, 1914)
- Die blonde Frau Fiona und andere Erzählungen (1915)
- Das Buch der Liebe (Roman, 1916)
- O Jugend! (Roman, 1917)
- Donaukind (Roman, 1918)
- Eines Lebens Sterne (Roman, 1919)
- Die Seele und der Schmetterling (Novelle, 1919)
- Der frühe Lenz (Erzählung, 1919)
- Homo … Der Roman einer Zeit (1919)
- Die Blumen der Acazia (Erzählung, 1920)
- Der Liebe und des Ruhmes Kränze. Ein Roman auf die Viola d’amour. (2 Bände, 1920)
- Die weißen Schmetterlinge von Clairvoux (Novelle, 1925)
- Matelda (In: Heimlich bluten Herzen. Österreichische Frauennovellen, 1926)
- Unsichtbare Straße (Roman, 1927)
- Titanic. Eine Ozean-Phantasie (1928)
- Sommerheide (Novelle, 1928)
- Das Buch der Heimat (Erzählung, 1930)
- Die Empörung der Seele (Roman 1930)

### Lyrik
- Gedichte (1882)
- Gedichte, neue Ausgabe (1885)
- Italienische Vignetten (Gedichte, 1892)
- Dornröschen (eLib.at Volltext)
- Kindheit (eLib.at Volltext)
- Neapel (eLib.at Volltext)
- Vergessen (eLib.at Volltext)

## Auszeichnungen und Ehrungen
- Stipendium der Schwestern-Fröhlich-Stiftung (für ihr Frühwerk Saul)
- 1901 Bauernfeld-Preis (für Der Schatten)
- 1916 Ebner-Eschenbach-Preis (für Das Buch der Liebe)